# Teateråret 1914

## Årets uppsättningar

### Januari
- 22 januari – Arthur Schnitzlers pjäs Professor Bernhardi har premiär på Dramaten.[1]
- 31 januari – Sigurd Wallén debuterar som pjäsförfattare när Janssons frestelse uruppförs på Folkteatern i Stockholm.[2]

### Mars
- 7 mars – Franz Arnold och Ernst Bachs pjäs Spanska flugan (Die spanische Fliege) har svensk premiär i Stockholm på Vasateatern.[3]

### April
- 7 april – George Bernard Shaws "Pygmalion (A Romance in Five Acts)" har svensk premiär på Dramaten. Harriet Bosse spelar blomsterflickan "Eliza".[4]
- 18 april – Walter Stenströms pjäs Prinsessan, som inte ville äta havresoppa har urpremiär i Folkets hus i Stockholm.[5]

### September
- 18 september – Selma Lagerlöfs dramatiserade novell Dunungen uruppförs på Dramatiska Teatern i Stockholm.[6]

### Oktober
- 9 oktober – Sigurd Walléns pjäs Pojkarna på Storholmen har urpremiär på Folkteatern i Stockholm.[7]
- 14 oktober – Adèle Wemans pjäs Läsförhörskalaset i Hultnäs har urpremiär på Svenska Teatern i Helsingfors.[8]

### November
- 21 november – Max Ferner och Max Neals pjäs Trötte Teodor (Der müde Theodor) från 1913 har svensk premiär på Stora Teatern i Göteborg.[9]

### December
- 5 december – August Strindbergs pjäs Näktergalen i Wittenberg har urpremiär på Bϋhne der deutschen Kϋnstlertheater-Sozietät i Berlin.[10]
- 26 december – Anna Maria Rooss pjäs Arabia land har urpremiär på Intima teatern i Stockholm.[11]

## Födda
- 27 februari – Olov Wigren, svensk skådespelare.
- 26 mars – Åke Grönberg, svensk skådespelare.
- 10 juli – Henrik Schildt, svensk skådespelare.

## Avlidna
- 6 april – Johan Strömberg, 57, Folkteaterns direktör 1895–1914.
- 22 maj – Clara Fornell, 78, svensk skådespelare.
- 13 juni – Greta Dahlqvist, 67, svensk skådespelare.
- 15 juli – Arvid Ödmann, 63, svensk operasångare.
- 27 december – Victor Castegren, 53, svensk skådespelare och teaterledare.